# Flintinge
Flintinge (ofte også stavet Flinting) er en landsby lidt syd for Toreby på øen Lolland i Guldborgsund Kommune, Danmark. Vandløbet Flintinge Å flyder fra Flintinge Byskov og ind mellem de 2 byer og derfra ud i Guldborg Sund. Fiskeri kan foregå ved Kirkestien mellem Flintinge og Toreby Kirke.
Flintinge hører geografisk og administrativt sammen med Toreby, som har 614 indbyggere  (2025).

## Kultur og lokalt liv
I Flintinge foregår håndværk som trædrejning og dagligliv ved Engvejløbet og oplevelser med dyreliv og natur.